# Hermann Peters (Politiker, 1873)
Hermann Peters (* 12. November 1873 in Stralsund; † 17. Juni 1951 in Parchim) war ein deutscher Politiker (SPD).

## Leben
Nach dem Besuch der Volksschule absolvierte Peters eine Tischlerlehre, die er mit der Gesellenprüfung abschloss. Er arbeitete bis 1907 als Tischlergeselle, bestand die Meisterprüfung und war danach bis 1920 als selbständiger Tischlermeister in Parchim tätig. Nach dem Eintritt in die SPD wirkte er als Partei- und Gewerkschaftsfunktionär, zunächst in Rostock und dann in Parchim, wo er 1919 Mitglied der Bürgervertretung wurde. Von 1919 bis 1920 war er Mitglied der Verfassunggebenden Versammlung des Freistaates Mecklenburg-Schwerin.